# Isabel Rauscher
Isabel Rauscher (* 29. Dezember 1959) ist eine österreichische Diplomatin. Sie war von 2013 bis 2017 österreichische Botschafterin in Syrien und von 2017 bis 2021 österreichische Botschafterin in Rumänien.

## Leben
Isabel Rauscher besuchte von 1986 bis 1988 die Diplomatische Akademie Wien. 1989 erfolgte ihr Eintritt in das österreichische Außenministerium. 1990 war sie in der Ständigen Vertretung Österreichs bei den Vereinten Nationen eingesetzt, von 1991 bis 1995 in der österreichischen Botschaft in Warschau. Von 1995 bis 1998 war sie Erstzugeteilte an der Botschaft in Prag, von 1998 bis 2001 Leiterin des Referats Zentraleuropa im Außenministerium in Wien. Ihre nächsten Auslandseinsätze hatte sie von 2001 bis 2008 als Gesandte in der Botschaft in London, danach kehrte sie in das Außenministerium zurück und war dort von 2008 bis 2012 Leiterin der Abteilung für Amerika, die Karibik und die Organisation Amerikanischer Staaten (OAS).
Von Jänner 2013 bis 2017 war sie als Nachfolgerin von Maria Kunz österreichische Botschafterin in Damaskus, von November 2017 bis August 2021 war Rauscher als Nachfolgerin von Gerhard Reiweger österreichische Botschafterin in Bukarest. Danach wurde sie Generalinspektorin des Außenministeriums und aller Botschaften der Republik Österreich.

## Auszeichnungen
- 2022: Nationaler Verdienstorden von Rumänien im Großoffiziersrang[1]